# Raorchestes hekouensis
Rhacophorus hekouensis — вид жаб з родини веслоногих (Rhacophoridae). Описаний у 2024 році.

## Назва
Видова назва hekouensis вказує на типове місцезнаходження виду.

## Поширення
Ендемік Китаю. Виявлений у містечку Хекоу Хекоу-Яоського автономного повіту Хунхе-Хані-Їської автономної префектури на півдні провінції Юньнань.

## Опис
Raorchestes hekouensis відрізняється від усіх інших відповідних конгенерів комбінацією таких ознак: малий розмір тіла (самці SLV 16,1–17,5 мм, n = 4; самиці 21,1 мм, n = 1); тимпан чіткий; кінчики всіх пальців рук і ніг розширені в диски з периферичними борозенками; рудиментарна перетинка на пальцях ніг; усі пальці рук і ніг з бічними шкірними краями; присутній внутрішній п'ястковий горбок і зовнішній п'ястковий горбок нечіткий; п'яти зустрічаються, коли кінцівки тримаються під прямим кутом до тіла; диски пальців рук і ніг жовті; самець із зовнішнім одинарним підгорбним голосовим мішком; чітка Х-подібна темно-коричнева позначка на спині; внутрішній плесновий горбок овальний, зовнішній плесновий горбок відсутній.